# Bernhard Wünsch
Bernhard Wünsch (* 1965 in Augsburg) ist ein deutscher Dirigent, Pianist und Arrangeur.

## Ausbildung
Bernhard Wünsch wurde als Sohn des langjährigen Bamberger Domorganisten und Domkapellmeister Wolfgang Wünsch geboren. Im Alter von sechs Jahren erhielt er ersten Klavierunterricht, drei Jahre später Violinunterricht. Zudem absolvierte er eine Grundausbildung als Organist, die er 1984 mit dem C-Examen in katholischer Kirchenmusik abschloss. Darin war eine Ausbildung als Chorleiter eingeschlossen. Bereits vor dem Abitur begann Wünsch 1982 ein Gaststudium in Tonsatz/Musikanalyse bei Zsolt Gárdonyi sowie 1984 Klavier bei Peter Schulz-Thierbach an der Musikhochschule Würzburg. Zeitgleich wurde er 1982 Assistent von Rolf Beck beim Chor der Bamberger Symphoniker.
Gemeinsam mit Rolf Beck, dem Süddeutschen Vokalensemble und Mitgliedern der Bamberger Symphoniker unternahm er erste Konzertreisen in Deutschland, Spanien, Israel, Frankreich und den Benelux-Ländern als Assistent und Continuo-Spieler an Orgel und Cembalo. Gleichzeitig wirkte er auch als Jazz-Bassist im Bamberger BArTRIO. Mit dem Pianisten und Organisten Stefan Kessler und dem Perkussionisten und späteren Gründer der Schlagwerkabteilung an der Akademie der Künste in Prag, Tomáš Ondrušek,  spielte das Trio eine Reihe von Konzerten.
Wünsch absolvierte Dirigierstudien an der Musikhochschule Würzburg und von 1987 bis 1990 an der Musikhochschule München bei Hermann Michael. Neben dem Studium dirigierte er die Münchner Symphoniker, Ensembles der Bamberger Symphoniker und wirkte als Gastdirigent des Philharmonischen Orchesters Bad Reichenhall. Daneben war er als Pianist, Organist und Cembalist bei den Bamberger Symphonikern tätig. In diesem Rahmen dirigierte er viele Bühnenmusiken großer sinfonischer Werke, z. B. Richard Strauss’ Eine Alpensinfonie und Mahlers 2. Sinfonie. Dirigierworkshops bei Rolf Reuter und Colin Davis vervollständigten seine Ausbildung. Mit Horst Stein arbeitete er von 1986 bis 1988 bei den Bayreuther und Salzburger Festspielen und assistierte ihm bei vielen Produktionen der Bamberger Symphoniker. Als Assistent war er 1990 auch für Franz Welser-Möst in Österreich und Spanien (Salome) tätig.

## Wirken als Dirigent
Wünsch ging nach dem Studium für fünf Jahre an traditionelle deutsche Operntheater wie das Theater Bielefeld und Staatstheater Wiesbaden, wo er in Einstudierungen und dann in Aufführungen Werke des Opern-, Operetten- und Musicalrepertoires, darunter Don Giovanni, Die Entführung aus dem Serail, La clemenza di Tito, Le nozze di Figaro, Salome, Ariadne auf Naxos, Lohengrin, Die Meistersinger von Nürnberg, La forza del destino, Otello, Der Vogelhändler, Der Bettelstudent, Cabaret, La Cage aux Folles, sowie Ballettaufführungen wie Tschaikowsky Der Nussknacker und Schwanensee dirigierte.
Es folgten Jahre am englisch-orientierten Musical Theatre mit Les Misérables, Jekyll & Hyde und Tanz der Vampire.
Seit 1998 dirigierte Wünsch zahlreiche Konzerte und Aufnahmen in Deutschland, Europa und Japan. Dabei konzertierte er zum Beispiel in der Münchner Philharmonie im Gasteig, der Alten Oper Frankfurt, der Laeiszhalle Hamburg und dem Konzerthaus Berlin und wirkte als Assistent bzw. Dirigent in konzertanten Opernaufführungen mit, so z. B. in Così fan tutte (Hessischer Rundfunk) und Das Rheingold (Festspiele Luzern). Dem Staatstheater Wiesbaden blieb er über die Vertragszeit hinaus als Gastdirigent verbunden.
Seit 2012 ist Wünsch ständiger Gastdirigent des Symphonieorchesters der Nationalen TV & Radio Company Belarus. Seit 2018 ist er zusammen mit Eilika Wünsch der musikalische Leiter des Musikhauses am Bielstein und der Kammermusikreihen „SEESEN classics“ sowie „Rathauskonzerte Karlstadt“.

## Wirken als Pianist
Sein Wirken als Pianist konzentriert sich vor allem auf das Lied. Hier gestaltete er an den Theatern von Bielefeld und Wiesbaden zahlreiche Liederabende mit den Sängern der jeweiligen Ensembles und spielte Werke von Schubert bis Pfitzner und Schostakowitsch. Seit 2011 ist er wiederholt mit seiner Ehefrau, der Sopranistin Eilika Wünsch, in Europa und Asien auf Konzertreise, wobei das Repertoire Werke von Mozart bis Szymanowski umfasst. Die beiden Künstler legten unter anderem die weltweit erste Gesamteinspielung der zwölf Lieder op. 17 von Szymanowski vor.